# لومنیتسه ناد پوپلکوو
لومنیتسه ناد پوپلکوو (به چکی: Lomnice nad Popelkou) یک منطقهٔ مسکونی و شهرستان دارای شهرک سابقاً روستا در جمهوری چک است که در ناحیه سمیلی واقع شده‌است. لومنیتسه ناد پوپلکوو ۵٬۹۰۲ نفر جمعیت دارد.